# Stazione di polizia (serie televisiva)
Stazione di polizia (The Last Precinct) è una serie televisiva statunitense in 8 episodi trasmessi per la prima volta nel corso di una sola stagione nel 1986. La serie fu annullata dopo due mesi dalla messa in onda del primo episodio di aprile (il pilot era stato trasmesso a gennaio). 
È una sitcom incentrata sulle vicende del personale di una stazione di polizia di Los Angeles. La serie fu ideata e prodotta da Stephen J. Cannell.

## Trama
Un mix strano di poliziotti, tra cui una transessuale e un sosia di Elvis Presley, vengono assegnati al 56º distretto di Los Angeles, il più malfamato della città, sotto la guida del capitano Rick Wright. A questi agenti perdenti e imbranati viene data l'ultima possibilità di riscatto.

## Personaggi e interpreti
- Sergente Lane (8 episodi, 1986), interpretato da Ernie Hudson.
- Ufficiale Mel Brubaker (8 episodi, 1986), interpretata da Randi Brooks.
- Ufficiale 'Raid' Raider (8 episodi, 1986), interpretato da Rick Ducommun.
- Alphabet (8 episodi, 1986), interpretato da Vijay Amritraj.
- Capitano Rick Wright (8 episodi, 1986), interpretato da Adam West.
- Butch (8 episodi, 1986), interpretato da Keenan Wynn.
- Tenente Hobbs (8 episodi, 1986), interpretato da Wings Hauser.
- King (8 episodi, 1986), interpretato da Pete Willcox.
- Sergente Price Pascall (7 episodi, 1986), interpretato da Jonathan Perpich.
- Ufficiale Rina Starland (7 episodi, 1986), interpretata da Lucy Lee Flippin.
- Sergente Martha Hagerty (7 episodi, 1986), interpretato da Yana Nirvana.
- Sundance (7 episodi, 1986), interpretato da Hank Rolike.

### Guest star
Tra le guest star: Richard Lynch, Jack Andreozzi.

## Produzione
La serie, ideata da Stephen J. Cannell e Frank Lupo, fu prodotta da Stephen J. Cannell Productions.

### Registi
Tra i registi sono accreditati:
- Michael Lange
- Bruce Kessler
- Hy Averback
- Bob Sweeny

## Distribuzione
La serie fu trasmessa negli Stati Uniti dal 26 gennaio 1986 (pilot) e dall'11 aprile 1986 (1º episodio) al 30 maggio 1986 sulla rete televisiva NBC. In Italia è stata trasmessa su reti locali con il titolo Stazione di polizia.
Alcune delle uscite internazionali sono state:
- negli Stati Uniti il 26 gennaio 1986 (pilot) (The Last Precinct)
- in Germania il 24 agosto 1996 (Das durchgeknallte Polizei Revier)
- in Italia (Stazione di polizia)

## Episodi
| Stagione       | Episodi | Prima TV USA |
| -------------- | ------- | ------------ |
| Prima stagione | 8       | 1986         |